# 岷倫洛區
岷倫洛（閩南語白話字：Bîn-lûn-lo̍h），亦稱賓南杜，是位於菲律賓國馬尼拉市內的一個區域，主要居住著菲律賓華人。它是全世界最早的华埠或唐人街，始建於1594年。該區是歷史上西班牙殖民者允許的常来人和他們的妻子、混合血種的後代，以及麦士蒂索人等人的居住地。同樣地，一個臨近王城區的叫八連（Parían）的地方，又是西班牙人首次限制中國移民活動的區域。他們允許常来人（即當時的中國移民）住在八連，因為這裡處在王城區的火力範圍內，統治者覺得他們能在這裡防止華人勞工的任何抗爭。
岷倫洛區與王城區中間隔著一條巴石河，這裡擁有代表性的小型中國城，並被視作當地的“中國城”。該區是所有由菲律賓華商經營的各種類型的商業與貿易的中心。從華人在大西洋的歷史活動來看，岷倫洛區在西班牙殖民者入侵之前就已在1521年成為華商人的商貿中心。
岷倫洛區還被視為麦士蒂索人社區的歷史中心；該區有名的居民包括菲國的第一位殉道者李樂倫教士。

## 詞源
岷倫洛（Binondo）一詞源自舊時他加祿語的“Binondoc”（現代正字法：“Binundók），意思是“多山的”，指的即是此地最初時多山的地形。

## 歷史

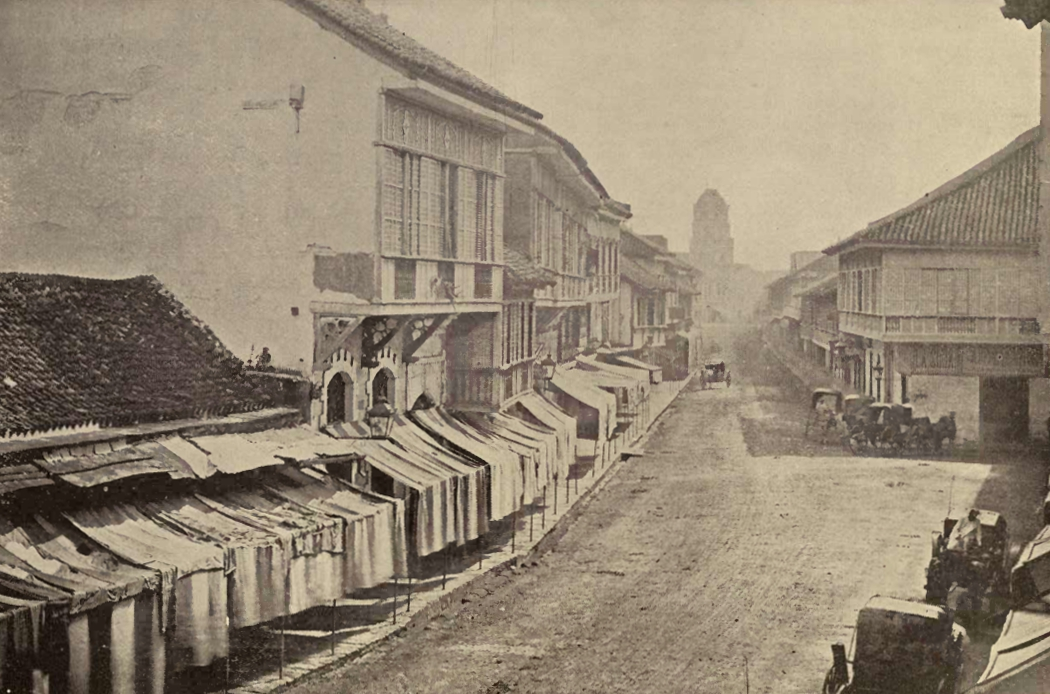
1899年馬尼拉伊斯古遝（Escolta）街大馬路。

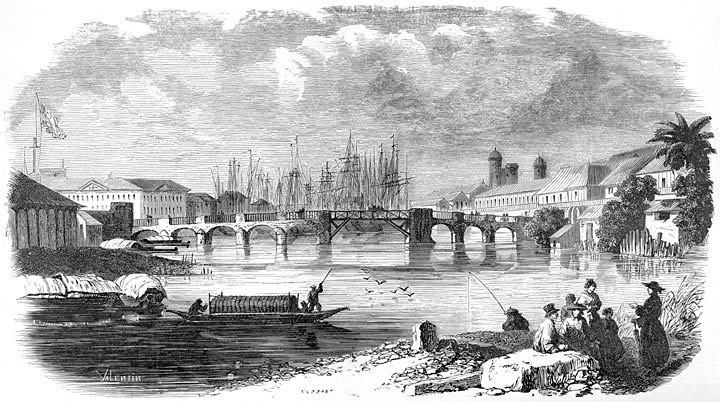
十九時期早期的岷倫洛橋，圖片發行於1855年。

岷倫洛建於1594年，是西班牙人為轉信天主教的中國福建移民（西班牙人稱之“常来人”，即“Sangley”，閩南語白話字：siông-lâi）創建的永久居留地。它與西班牙人住的有城牆護衛的王城區相對而立。最初，該區是為了取代接近王城區的八連區（華人在這裡受人限制）。西班牙人將岷倫洛的一塊地授给一群中國商賈和工匠，並給予他們免稅和有限自治的權利。

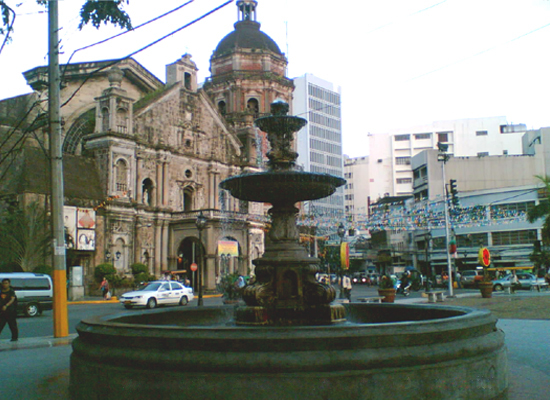
李樂倫廣場和岷倫洛教堂。

後來，西班牙道明會的神父將岷倫洛設為教區，並使很多住民信奉天主教。岷倫洛很快成為中菲混血人的社區：崇信基督公教的福建華人移民與當地婦女結婚生子，人口增長速度加快了。這主要是因為華人移民中缺少女性，以及西班牙官方驅逐和殺害不信教的中國人的政策。
1603年，該地爆發了一場由富裕中國教徒領導的起義。後來，起義被西班牙和當地的聯合軍鎮壓了。隨後，超過兩萬名華人慘遭殺害。這場起義發生在三名中國明朝政府代表（他們公開聲稱來此地尋找“金山”）訪菲之時。這個奇怪的聲明使西班牙人以為中國正在醞釀侵略計劃。當時，本地中國人的數量超過了西班牙人，比例達到二十比一；另外，西班牙當局擔心他們會加入侵略勢力。屠殺事件發生後，中國政府為了商業利益，淡化了此事。1605年，一名福建官員寫了一封信給西班牙當局，稱那些參加起義的华人不值得朝廷去保護，該信將他們描述成“先祖墳堷的棄民”。
在英國人的短期佔領馬尼拉之時（1762年至1764年），岷倫洛在數次場合中被轟炸，導致一些建築損毀。許多西班牙人、麦士蒂索人、華人和當地人被殺害並被無差別地投入牢獄。
岷倫洛成為馬尼拉少數族裔及混血人種的主要商業和金融中心。在西班牙殖民統治期間，他們在此區建了許多運河，有的運河進入巴石河。在那些於岷倫洛教堂（Binondo Church）結婚的人中，有一位叫安德烈·滂尼发秀（1895年結婚）的人，後來成了菲律賓革命運動的一位英雄。
二戰前，岷倫洛是銀行業和商業社區的中心，這裡擁有來自英美各國的保險公司、商業銀行和其他金融組織。這些銀行多數位於伊斯古遝（Escolta）街，使此街在過去被稱作“菲律賓的華爾街”。
戰後，為了新的發展，大多數商業活動向新區馬加智轉移。在二十世紀八十年代初的金融危機期間，這裡被戲稱為“岷倫洛中央銀行”，因為當地的華商人從事美元黑市貿易活動，他們往往能夠操控比索和美元的匯率。因其豐厚的歷史積澱及商業意義，岷倫洛區被認為是菲國最具價值的土地之一。

## 旅遊景點
- 花园脚广场
- 岷倫洛教堂

## 相關參見
- 1998年馬尼拉勒索事件